# 875.
◄ | 8. stoljeće | 9. stoljeće | 10. stoljeće | ►
◄ | 840-ih | 850-ih | 860-ih | 870-ih | 880-ih | 890-ih | 900-ih | ►
◄◄ | ◄ | 872. | 873. | 874. | 875. | 876. | 877. | 878. | ► | ►►
Astronomija • Književnost • Kršćanstvo • Pravo • Promet

## Smrti
- 12. kolovoza – Ludovik II., car Svetog Rimskog Carstva (* 825.)

## Vanjske poveznice
|  | Zajednički poslužitelj ima još gradiva o temi 875. |